# Медвежанка (Курганская область)
Медвежанка — посёлок в составе Введенского сельсовета Кетовского района Курганской области

## География
Располагается в чаще Илецко-Иковского бора в 33 км на северо-запад от города Кургана, в 38 км на северо-запад от районного центра — села Кетово

## История
История посёлка связана с больницей-лечебницей для душевнобольных.
1931 год — в Зауралье начало развиваться сельское здравоохранение. Именно в этот период построено большое количество больничных зданий в сельской местности.
Артефактами истории посёлка Медвежанка остаются надгробия местного кладбища: есть могилы ухоженные с крестами или пирамидками, огражденные, много могил с номерами вместо имён (способ захоронения больных без имён и фамилий)
В советское время посёлок имел школу и огород.
В 1991 году с закрытием больницы много больных перебралось жить на Иковку в качестве подсобной силы по хозяйству.

## Население
| 1989 | 2002 | 2010 |
| ---- | ---- | ---- |
| 22   | ↘0   | →0   |